# Yang Ji-in
Yang Ji-in (hangeul : 양지인), née le 20 mai 2003, est une tireuse sportive sud-coréenne.
Lors des Jeux olympiques d'été de 2024, Yang Ji-in remporte la médaille d'or en pistolet à 25 m (femmes).